# Misery (Misery-Courtion)
Misery (toponimo francese; in tedesco Miserach, desueto) è una frazione del comune svizzero di Misery-Courtion, nel Canton Friburgo (distretto di Lac).

## Storia

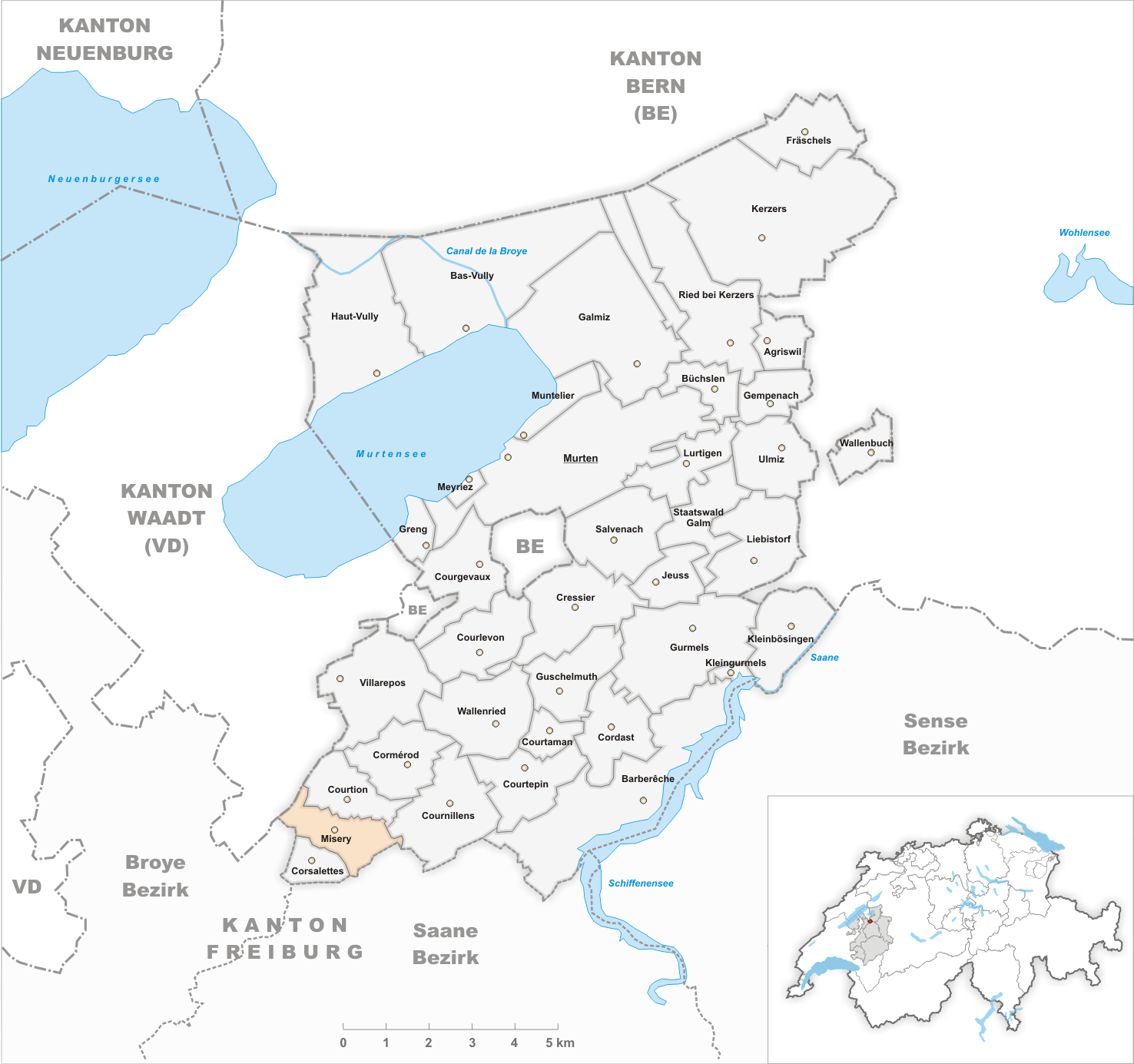
Il territorio del comune di Misery prima degli accorpamenti comunali del 1997

Già comune autonomo, nel 1997 è stato accorpato agli altri comuni soppressi di Cormérod, Cournillens e Courtion per formare il nuovo comune di Misery-Courtion.

## Monumenti e luoghi d'interesse
- Fortezza di Misery, eretta nel Medioevo e ricostruita nel XVIII secolo[1].

## Società

### Evoluzione demografica
L'evoluzione demografica è riportata nella seguente tabella:
Abitanti censiti

## Amministrazione
Ogni famiglia originaria del luogo fa parte del comune patriziale che ha la responsabilità della manutenzione di ogni bene comune.